# 1996年の日本競馬
1996年の日本競馬（1996ねんのにほんけいば）では、1996年（平成8年）の日本競馬界についてまとめる。馬齢は旧表記で統一する。
1995年の日本競馬 - 1996年の日本競馬 - 1997年の日本競馬

## 概要

### エリザベス女王杯の古馬開放とGI3鞍の新設
前年まで4歳牝馬限定戦として行われていたエリザベス女王杯を古牝馬にも開放。
JRA史上初めて、古馬も出走可能な牝馬限定のGIレースが創設された。これに伴い距離も2400mから2200mに変更された。
また、府中牝馬ステークスがステップレースを担うこととなり、1800mに距離延長された。
前年のオークス馬・ダンスパートナーが勝ち、1994年のエリザベス女王杯勝ち馬・ヒシアマゾンは2位入線も降着となった。
エリザベス女王杯の条件変更に伴い、4歳牝馬限定GIの3戦目として秋華賞が京都競馬場2000mで新設された。
従来ローズステークス(GII)が行われた時期に秋華賞が行われる日程となる関係上、ステップレースも変更となった。
ローズステークスは1か月前倒しで阪神競馬場で開催され、クイーンステークスは距離を1800mに短縮。サファイヤステークス(GIII)は廃止された。第1回秋華賞は優駿牝馬勝ち馬エアグルーヴが10着と惨敗し、休養明けのファビラスラフインが1分58秒1の好時計で完勝した。
春の短距離GIとして、従来は芝2000mのGIIとして開催されていた高松宮杯が1200mに短縮されてGIに昇格。中京競馬場初のGIレースとなった。
ステップレースにはオープン特別だったシルクロードステークスがGIIIに昇格。フラワーパークがシルクロードステークス→高松宮杯を連勝。さらに秋にはスプリンターズステークスを制した。また、高松宮杯には三冠馬ナリタブライアンが果敢に出走し、話題を集めた。さすがに前半スプリント戦のペースに追走できず、直線で追い上げたものも4着に終わる。屈腱炎を発症して引退したため、結果的にこのレースが最後のレースとなった。
4歳春のマイル王決定戦としてNHKマイルカップを新設。ニュージーランドトロフィー4歳ステークスが1400mに短縮されてステップレースとなった。ダービートライアルのNHK杯は廃止され、代わってダービー指定オープン特別のプリンシパルステークスが新設された。第1回ではハイペースのレースとなり、タイキフォーチュンが1分32秒6の好時計で勝利を収めた。また、外国産馬が8着までを占め、予想通り外国産馬に有利なレースとなった。

### サンデーサイレンス旋風
特に牡馬クラシック路線でのサンデーサイレンス旋風は留まるところを知らず、皐月賞はイシノサンデー・ロイヤルタッチが1・2フィニッシュ。弥生賞を勝ったダンスインザダークが熱発、スプリングステークスを勝ったバブルガムフェローが骨折で回避したにもかかわらずこの結果となった。東京優駿はダンスインザダークがフサイチコンコルドに屈し2着に終わり、ロイヤルタッチも4着、イシノサンデーも6着と敗れた。
秋になると、春のクラシックを離脱したバブルガムフェローが59年ぶりに4歳馬として天皇賞（秋）を勝ち、ダンスインザダークが菊花賞を勝った。特にダンスインザダークは上がり3ハロンを33秒台という、従来の長距離のレースでは考えられない末脚で制した。日本競馬の中長距離競走がスローペースの上がり勝負に変化し、しかも特にヨーロッパよりも軽い芝というのがサンデーサイレンス産駒にマッチしたのも快進撃の一因であろう。一方、イシノサンデーは京都新聞杯後はダート路線に駒を進め、スーパーダートダービーこそ3着に敗れたが、ダービーグランプリに優勝し、中央クラシックホースの意地をみせた。
明け5歳となった初年度産駒も、秋にはダンスパートナーが古馬開放第1回となったエリザベス女王杯を制し、マイルチャンピオンシップをジェニュインが制し、バブルガムフェロー、ダンスインザダークと併せて4週連続産駒のGI制覇を達成。さらに4歳春の骨折でクラシックを棒に振ったマーベラスサンデーが条件戦で復帰すると、エプソムカップで重賞初制覇。さらに重賞4連勝を成し遂げ、古馬秋GI戦線の一角をなし、有馬記念では2着に入線。
宝塚記念でもやはり4歳時を棒に振ったサンデーブランチが2着に入線し、成長力のあるところも見せつけた。
4歳牝馬と3歳馬の陣容はいま一つであったが、2年連続のリーディングサイヤーに輝く。この快進撃に対抗するためか、日高の生産者グループが44億円という巨額のシンジケートを組んでラムタラを輸入したが、結果的に失敗に終わった。

### ホクトベガの快進撃
交流競走では7歳牝馬ホクトベガが連戦連勝し、出走する競馬場ではホクトベガ見たさに多くのファンを集めた。
前年エンプレス杯を圧勝した後は芝路線に戻っていた。年齢や前年後半の低迷から引退・繁殖入りも検討されていたほどであったが、川崎記念でまず5馬身差の圧勝で、前年のダート王ライブリマウント（3着）に引導を渡す。さらにフェブラリーステークス（当時はGII）で3馬身1/2差の圧勝を果たす。そしてダイオライト記念、群馬記念、帝王賞、エンプレス杯、南部杯まで7連勝。すべて2着に2馬身差以上をつける完勝で、特にエンプレス杯は8馬身差、南部杯は7馬身差の圧勝であった。エリザベス女王杯（4着）を挟んで浦和記念も制すると、有馬記念にも出走（9着）と、ダートに限れば8戦全勝という無敵ぶりであった。

### 福永祐一ら「花の12期生」騎手デビュー
この年デビューした新人騎手は「競馬学校花の12期生」と呼ばれ、デビュー直後から活躍した。筆頭は「天才」と呼ばれた悲運の名騎手・福永洋一の息子・福永祐一で、初騎乗となったレースからいきなり二連勝するなど、新人最多の53勝を挙げた。のちに、この年生まれたテイエムオペラオーの主戦騎手となる和田竜二も年末にはステイヤーズステークス（当時はGIII）を制して新人ながら重賞制覇を成し遂げ、古川吉洋も2年目にGIを制した。
また、JRA初の女性騎手3人、田村真来・増沢（牧原）由貴子・細江純子もこの年デビューしたが、重賞勝利等目立った活躍を残さないまま2013年までに全員が引退した。
他に、柴田大知・柴田未崎の双子、高橋亮、常石勝義（引退）の総勢10名がデビューし、現時点でうち6人が重賞勝利を、5人がGI勝利を収めている。

### 中央競馬
前年に続き福島競馬場の改修工事が行われているため、例年の第1回中山開催は東京競馬場で、第1回福島開催（現在の第2回福島開催）と第3回新潟開催を中山競馬場で第2回、第3回福島開催を新潟競馬場で代替開催。また、関西の春季・夏季開催は阪神→中京→小倉なっていたが、本年からは中京→阪神→小倉の順に変更した（5 - 6月の阪神と6 - 7月の中京の開催節交換）。

## できごと

### 1月 - 3月
- 1月7日 - 東京競馬場にて、サクラチトセオーの引退式が行われる[1]。
- 1月14日 - 南部杯を連覇したトウケイニセイの引退式が水沢競馬場で行われた。
- 1月25日 - 大井のスーパーオトメが首都高速道路を暴走[2][1]。
- 1月28日 - 11歳のミスタートウジンが銀嶺ステークスに出走し、JRA最年長平地出走記録を更新。
- 1月28日 - 京都牝馬特別に出走したワンダーパヒュームが故障のため競走中止、予後不良となる[1]。
- 2月10日
  - 岡部幸雄騎手が小倉競馬場で初勝利を挙げ、JRA全競馬場勝利を記録。
  - 京都競馬は、第10・11競走がダートコースに変更された。また、第9競走のバイオレットステークスでは吹雪で視界が悪くなり、実況が曖昧となった。
- 3月1日 - JRA史上初の女性騎手である牧原由貴子（現性：増沢）、田村真来、細江純子の3人がデビュー。このうち牧原が3月17日に初勝利一番乗りを挙げた[1]。
- 3月27日 - 第1回ドバイワールドカップにライブリマウント（騎手は石橋守）が出走、6着に終わる[1]。

### 4月 - 6月
- 4月1日 - 南関東地区の地方4競馬場における、共同利用による電話投票「SPAT4」が開始される[1]。
- 4月6日 - 新盛岡競馬場（オーロパーク）がオープン[3]。
- 4月8日 - 大井競馬で日本で初めての枠番連勝単式、馬番連勝単式の発売を開始。
- 4月20日 - ニュージーランドトロフィー4歳ステークスで、出走17頭のうち14頭が日本国外産馬（マル外）で、レースも1着から10着までを外国産馬が独占した。
- 5月3日 - シンザンが満年齢35歳1ヵ月1日となり、軽種馬の長寿記録を更新。
- 5月6日 - 日本中央競馬会理事長の京谷昭夫が死去。新理事長として5月21日に浜口義曠が就任した[3]。
- 5月15日 - 川崎競馬の調教師井上宥蔵が黄綬褒章を受章[3]。
- 6月1日 - 東京競馬第5競走（障害戦）で星野忍騎手が勝利し、障害通算250勝を達成。
- 6月19日 - ホクトベガが帝王賞を勝利し、歴代牝馬賞金女王となる。

### 7月 - 9月
- 7月3日 - ラムタラの種牡馬導入が決定。シンジケート総額は過去最高の40億円。
- 7月7日 - 阪神・淡路大震災の復興支援競馬が阪神・中山・札幌の各競馬場で行われ、収益金約30億円が被災地に拠出された[3]。
- 7月13日 - シンザンが老衰による心不全のため死亡。最長寿記録は35年3ヵ月11日[3]。
- 7月14日 - 安田富男騎手が札幌スプリントステークスを勝利し、JRA全場重賞制覇達成[3]。
- 7月27日 - 東京優駿を制したタヤスツヨシの引退式が札幌競馬場で行われた[3]。
- 7月28日 - 札幌3歳ステークスにおいて横山賀一の騎乗したセイリューオーが優勝し、2着に横山の弟・横山典弘が入着。中央競馬としては初の重賞競走における兄弟騎手ワンツーとなる[3]。
- 9月7日 - 日本中央競馬会が、海外より種牡馬ウォーニングを購入することを発表する[3]。
- 9月8日 - イギリス・ニューマーケット競馬場との交換競走として、中山競馬場で「ニューマーケットカップ」が開催される[3]。
- 9月19日 - ナリタブライアンの引退が決定。10月10日に大久保正陽調教師から正式な引退発表が行われた。
- 9月28日 - 新設競走のユニコーンステークスで、バトルラインが1着入線も走行妨害により10着に降着。繰り上がりの1着はシンコウウインディ。

### 10月 - 12月
- 10月26日 - カナダ・ウッドバイン競馬場で行われたブリーダーズカップ・クラシックにタイキブリザード（鞍上岡部幸雄）が出走、13着となる[4]。
- 10月27日 - バブルガムフェローが59年ぶりに4歳馬として天皇賞を勝利。
- 11月9日 - 三冠馬ナリタブライアンの引退式が京都競馬場で行われた。翌週の16日には東京競馬場でも行われた[4]。
- 11月10日 - ダンスパートナーがエリザベス女王杯を制し、姉弟で2週連続GI勝利となる。全兄弟の2週連続GI勝利は史上初。2位に入線したヒシアマゾンが降着。
- 11月15日 - ダートグレード競走格付け委員会が設立され、翌年よりダートグレード競走が施行される[4]。
- 12月15日 - フラワーパークがスプリンターズステークスを制し、史上初となる春秋スプリントGI制覇を達成。

### その他
- 天皇賞（秋）（バブルガムフェロー）、菊花賞（ダンスインザダーク）、エリザベス女王杯（ダンスパートナー）、マイルチャンピオンシップ（ジェニュイン）と、社台ファーム生産馬（全てサンデーサイレンス産駒）が4週連続GIレースに勝利。

## 競走成績

### 中央競馬・平地GI
- 第56回桜花賞（阪神競馬場・4月7日） 優勝：ファイトガリバー、騎手：田原成貴
- 第56回皐月賞（中山競馬場・4月14日） 優勝：イシノサンデー、騎手：四位洋文
- 第113回天皇賞（春）（京都競馬場・4月21日） 優勝：サクラローレル、騎手：横山典弘
- 第1回NHKマイルカップ（東京競馬場・5月12日） 優勝：タイキフォーチュン、騎手：柴田善臣
- 第26回高松宮杯（中京競馬場・5月19日） 優勝：フラワーパーク、騎手：田原成貴
- 第57回優駿牝馬（オークス）（東京競馬場・5月26日） 優勝：エアグルーヴ、騎手：武豊
- 第63回東京優駿（日本ダービー）（東京競馬場・6月2日） 優勝：フサイチコンコルド、騎手：藤田伸二
- 第46回安田記念（東京競馬場・6月9日） 優勝：トロットサンダー、騎手：横山典弘
- 第37回宝塚記念（阪神競馬場・7月7日） 優勝：マヤノトップガン、騎手：田原成貴
- 第1回秋華賞（京都競馬場・10月20日） 優勝：ファビラスラフイン、騎手：松永幹夫
- 第114回天皇賞（秋）（東京競馬場・10月27日） 優勝：バブルガムフェロー、騎手：蛯名正義
- 第57回菊花賞（京都競馬場・11月3日） 優勝：ダンスインザダーク、騎手：武豊
- 第21回エリザベス女王杯（京都競馬場・11月10日） 優勝：ダンスパートナー、騎手：四位洋文
- 第13回マイルチャンピオンシップ（京都競馬場・11月17日） 優勝：ジェニュイン、騎手：岡部幸雄
- 第16回ジャパンカップ（東京競馬場・11月24日） 優勝：シングスピール、騎手：L・デットーリ
- 第48回阪神3歳牝馬ステークス（阪神競馬場・12月1日） 優勝：メジロドーベル、騎手：吉田豊
- 第48回朝日杯3歳ステークス（中山競馬場・12月8日） 優勝：マイネルマックス、騎手：佐藤哲三
- 第30回スプリンターズステークス（中山競馬場・12月15日) 優勝：フラワーパーク、騎手：田原成貴
- 第41回有馬記念（中山競馬場・12月22日） 優勝：サクラローレル、騎手：横山典弘

### 中央競馬・障害
- 第116回中山大障害（春）（中山競馬場・4月6日） 優勝：ポレール、騎手：星野忍
- 第117回中山大障害（秋）（中山競馬場・12月14日） 優勝：ポレール、騎手：星野忍

### 地方競馬主要競走
- 第45回川崎記念（川崎競馬場・1月24日） 優勝：ホクトベガ、騎手：横山典弘
- 第19回帝王賞（大井競馬場・6月19日） 優勝：ホクトベガ、騎手：横山典弘
- 第8回ブリーダーズゴールドカップ（旭川競馬場・8月15日）優勝：メイショウアムール、騎手：河内洋
- 第9回マイルチャンピオンシップ南部杯（盛岡競馬場・10月10日） 優勝：ホクトベガ、騎手：的場均
- 第1回スーパーダートダービー（大井競馬場・11月1日） 優勝：サンライフテイオー、騎手：高橋三郎
- 第11回ダービーグランプリ（盛岡競馬場・11月23日） 優勝：イシノサンデー、騎手：石崎隆之
- 第42回東京大賞典（大井競馬場・12月29日） 優勝：キョウトシチー、騎手：松永幹夫

## 表彰

### JRA賞
- 年度代表馬・最優秀5歳以上牡馬 サクラローレル
- 最優秀3歳牡馬 マイネルマックス
- 最優秀3歳牝馬 メジロドーベル
- 最優秀4歳牡馬 ダンスインザダーク
- 最優秀4歳牝馬 ファビラスラフイン
- 最優秀5歳以上牝馬 ダンスパートナー
- 最優秀短距離馬 フラワーパーク
- 最優秀父内国産馬 フラワーパーク
- 最優秀ダートホース ホクトベガ
- 最優秀障害馬 ポレール

### NARグランプリ
- 年度代表馬・アラブ系4歳最優秀馬  ケイエスヨシゼン
- サラブレッド系3歳最優秀馬 シンプウライデン
- サラブレッド系4歳最優秀馬 サンライフテイオー
- サラブレッド系5歳上最優秀馬  マルブツセカイオー
- アラブ系3歳最優秀馬 タービュレンス
- アラブ系5歳上最優秀馬 ヒカサクィーン
- ばんえい最優秀馬 フクイチ
- 特別表彰馬 ホワイトナルビー、ホクトベガ

## リーディング

### リーディングジョッキー
| 分類         | 騎手の氏名 | 勝利数 |
| ------------ | ---------- | ------ |
| 中央競馬     | 武豊       | 159    |
| 地方競馬     |            |        |
| ばんえい競走 |            |        |

### リーディングトレーナー
| 分類         | 調教師の氏名 | 勝利数 |
| ------------ | ------------ | ------ |
| 中央競馬     | 藤沢和雄     | 52     |
| 地方競馬     |              |        |
| ばんえい競走 |              |        |

## 誕生
この年に生まれた競走馬は1999年のクラシック世代となる。

### 競走馬
- 1月20日 - シンボリインディ
- 2月22日 - トゥザヴィクトリー
- 2月26日 - ザカリヤ
- 2月27日 - ハルウララ
- 3月9日 - エイシンキャメロン
- 3月12日 - アドマイヤベガ
- 3月13日 - テイエムオペラオー
- 3月15日 - ブラックタキシード
- 3月17日 - ヒシピナクル
- 3月25日 - メイショウドトウ
- 3月26日 - フサイチエアデール、ワシュウジョージ
- 3月27日 - ノボトゥルー
- 4月2日 - マチカネキンノホシ
- 4月4日 - ナリタトップロード、レッドチリペッパー
- 4月5日 - プリモディーネ、ベラミロード
- 4月8日 - アドマイヤコジーン
- 4月10日 - オリオンザサンクス、スリリングサンデー
- 4月17日 - エイシンルーデンス、ラスカルスズカ
- 4月18日 - マグナーテン
- 4月19日 - サウスヴィグラス
- 4月20日 - イブキガバメント
- 4月21日 - ハギノハイグレイド、メジロロンザン
- 4月22日 - グレイスナムラ、ロサード
- 4月24日 - ビハインドザマスク、ブゼンキャンドル、ミッキーダンス
- 4月25日 - ゴールドティアラ、タイキトレジャー
- 4月27日 - タイキヘラクレス
- 4月28日 - タイキポーラ
- 5月2日 - リージェントブラフ
- 5月5日 - ウメノファイバー
- 5月11日 - トーホウエンペラー、トロットスター
- 5月13日 - ペインテドブラック、マルカキャンディ
- 5月14日 - ホットシークレット
- 5月15日 - スティンガー、テイエムサンデー
- 5月17日 - メジロライデン
- 5月18日 - トウカイポイント
- 5月26日 - アルアラン

### 人物
- 5月9日 - 木幡巧也（騎手）
- 10月18日 - 鮫島克駿（騎手）
- 12月11日 - 富田暁（騎手）
- 12月24日 - 小牧加矢太（騎手）
- 12月25日 - 三津谷隼人（騎手）
- 12月29日 - 野中悠太郎（騎手）

## 死去

### 競走馬
- 1月28日 - ワンダーパヒューム
- 2月9日 - トチノミネフジ
- 3月3日 - ホワイトフォンテン
- 6月13日 - ロイスアンドロイス
- 6月14日 - スマコバクリーク (Smachover Creek)
- 7月13日 - シンザン
- 7月28日 - スマノダイドウ
- 9月4日 - ラディガ (Ladiga)
- 9月11日 - マークオブディスティンクション (Markofdistinction)
- 11月21日 - カミノテシオ
- 12月11日 - スギノガイセンモン
- 12月18日 - ハーディービジョン
- 12月19日 - ニホンピロスタディ

### 人物
- 5月6日 - 京谷昭夫（JRA理事長）
- 5月27日 - 藤田正明（元参議院議長、トウショウボーイの馬主）
- 7月28日 - 宮本悳（調教師）
- 9月11日 - 藤原敏文（調教師）